# Gustav Rasmussen
Niels Carl Gustav Magnus Rasmussen (født 10. august 1895 i Odense, død 13. september 1953 i København) var en dansk politiker og fra 1921 uddannet jurist. Rasmussen "blev i 1930'erne anerkendt som ekspert i folkeret".
Rasmussen var diplomat og senere udenrigsminister (partiløs) i Knud Kristensens regering og i Hans Hedtofts første regering (1945-1950). At Hedtoft så at sige overtog ham skyldtes hovedsagelig, at Socialdemokratiet manglede oplagte kandidater til posten. Hedtofts ønskekandidat, Hartvig Frisch, ødelagde sine chancer for at blive udenrigsminister, da han i sommeren 1945 udtalte, at stikkerlikvideringerne i den sidste del af besættelsen havde været mord.
Som udenrigsminister støttede han Hedtofts ihærdige men forgæves arbejdede for at etablere et nordisk forsvarsforbund og derefter Danmarks tilslutning til Atlantpagten i 1949.
I 1950 modtog Rasmussen, under et besøg i Washington, et regulært tilbud fra den amerikanske udenrigsminister på 1 million dollars for en handel, hvorunder Grønland skulle løses fra rigsfællesskabet med Danmark og overgå til ren amerikansk administration. Som det er alment bekendt, blev handelen ikke gennemført i den omgang.
Gustav Rasmussen afsluttede sin karriere som ambassadør i Rom fra 1951 til sin død i 1953.